# 캔디스 캐머런
캔디스 캐머런(Candace Cameron, 1976년 4월 6일 ~ )은 미국의 배우이다.

## 출연 작품
- 맘스 블라인드 데이트 (2015)
- 페이스 오브 아워 파더스 (2015)
- 크리스마스 언더 랩스 (2014)
- 렛 잇 스노우 (2013)
- The Wager (2007)
- 나이트스크림 (1997)
- 샤론의 씨크리트 (1995)
- 할머니네로 우리는 간다 (1992, To Grandmother's House We Go)
- 여름날의 캠프 소동 (1990)
- 풀 하우스 (1987)
- 빅풋 (1987)
- 사랑시대 (1987)

### 텔레비전
- 풀러 하우스 시즌1 (2016)
- 메이크 잇 오어 브레이크 잇 1 (2009)